# Józef Antoni Poniatowski
Józef Antoni Poniatowski (Viena, 1763 - Leipzig, 1813), va ser un príncep polonès i del Sacre Imperi Romanogermànic per dret de naixement, mariscal de l'Imperi amb Napoleó I (1813) i Grand-Croix de la Legió d'honor francesa.

## Biografia
Nebot de l'últim Rei de Polònia Estanislau II i fill del mariscal de camp Andrzej Poniatowski austríac, començà la seva carrera a l'exèrcit austríac, i el 1787 arriba a coronel i ajudant de camp de l'emperador romanogermànic, Josep II, fent en tal concepte la campanya de Turquia, durant la qual fou ferit. La Dieta Constituent el cridà a la seva pàtria i el 1789, deixà l'exèrcit austríac per incorporar-se a l'exèrcit polonès del seu oncle, que li confià amb el grau de general, el comandament de l'exèrcit polonès d'Ucraïna, amb el qual combaté els russos el 1792 aconseguint derrotar-los quan tornaven de la campanya de Turquia en número de 60.000, però el seu oncle Estanislau, que havia entrat en la Confederació de Targowica, l'obligà abandonar les armes i, abandonà després la Confederació de Targowica, seguit pels seus millors oficials.
El 1794 s'allista com a simple soldat a l'exèrcit d'alliberament de Kościuszko per a la independència de Polònia abans de l'últim repartiment del 1795, però se li confia el comandament d'una divisió per a defensar Varsòvia contra els prussians. Després d'aquest últim fracàs, es retira a les seves terres. Després del repartiment de Polònia, cadascuna de les tres potencies que s'havien beneficiat d'ell, li oferí el grau de tinent general, però ell refusà i el tsar li confiscà els seus béns. I així fins que el 1806 és designat governador de Varsòvia per Frederic-Guillem III de Prússia.
A l'arribada de Napoleó Bonaparte i amb la formació del govern provisional del Gran Ducat de Varsòvia, Józef s'uní a l'Imperi, pensant que era l'única oportunitat per a Polònia per aconseguir la seva independència i mantenir la integritat del seu territori. Fou fet ministre de la Guerra del Gran ducat i Generalíssim. Defensà les fronteres contra els austríacs i els va rebutjar el 1809.
El 1812 comanà a Rússia un cos d'exercit polonès i es distingí a Smolensk i a Malo-Jaroslavitz, sent ferit en aquest últim punt i conduit a Varsòvia. En la batalla de Leipzig dirigí en qualitat de cap del 8e. cos d'exercit l'ala dreta francesa i defensà el poble de Konnewitz contra els austríacs, per tal intrepidesa, que el 16 d'octubre Napoleó I el nomenà mariscal de l'Imperi. La nit del 18 al 19 d'octubre retornà a Leipzig, on el 19 hagué de protegir l'exercit francès en la seva retirada, i no es determinà a posar-se a segur fins que, ferit, veié l'enemic en els suburbis de Leipzig. Llavors es llençà al riu Elster, però el seu cavall li va caure a sobre i Poniatowski desaparegué en el fons del riu, on més tard fou trobat el seu cadàver que, des de 1816, descansa a Cracòvia, en el panteó dels reis de Polònia.